# زابینه کلاشکا
 سابین کلاشکا (آلمانی: Sabine Klaschka؛ زاده ۸ اوت ۱۹۸۰) یک تنیس‌باز اهل آلمان است.